# Love in the Dark
Pour plus de détails, voir Fiche technique et Distribution.
Love in the Dark est un film américain réalisé par Harry Beaumont et sorti en 1922.

## Fiche technique
- Réalisation : Harry Beaumont
- Scénario : J.G. Hawks d'après une histoire de John A. Moroso
- Production :  Metro Pictures Corporation
- Photographie : John Arnold
- Durée : 6 bobines[1]
- Date de sortie: 
  - États-Unis : 20 novembre 1922

## Distribution
- Viola Dana : Mary Duffy
- Cullen Landis : Tim O'Brien
- Arline Pretty : Mrs. O'Brien
- Bruce Guerin : 'Red' O'Brien
- Edward Connelly : Dr. Horton
- Margaret Mann : Mrs. Horton
- John Harron : Robert Horton
- Charles West : Jimmy Watson